# Galería de las Máquinas
La Galería de las Máquinas (en francés: Galerie des Machines), conocida oficialmente como el Palacio de las Máquinas (en francés: Palais des Machines) fue un pabellón ahora desaparecido construido para la Exposición Universal de París de 1889. Estaba ubicada en el distrito de Grenelle. El enorme pabellón, hecho de hierro, acero y vidrio, era de lejos el edificio abovedado más grande que se había construido hasta la fecha en el mundo. Fue reutilizado para la Exposición de 1900, y más adelante como velódromo, salón de exposiciones agrícolas y con otros propósitos. Fue demolido en 1910 para mejorar la vista a lo largo del Campo de Marte.
En el interior de la Galería de las Máquinas se instaló una especie de plataforma similar a un puente-grúa, que servía para trasladar a los espectadores a lo largo de la inmensa sala. Por última vez la industria producía algo de aquella sensación de maravilla, que había acompañado el momento de su nacimiento. El progreso entre la Exposición de 1878 y la Exposición de 1889 fue tan enorme, que los visitantes llegaban a sentirse sobrecogidos por la atrevida construcción de la Galería de las Máquinas y de la Torre Eiffel. Estos edificios alcanzaron en algunos aspectos un nivel que no ha sido superado posteriormente.

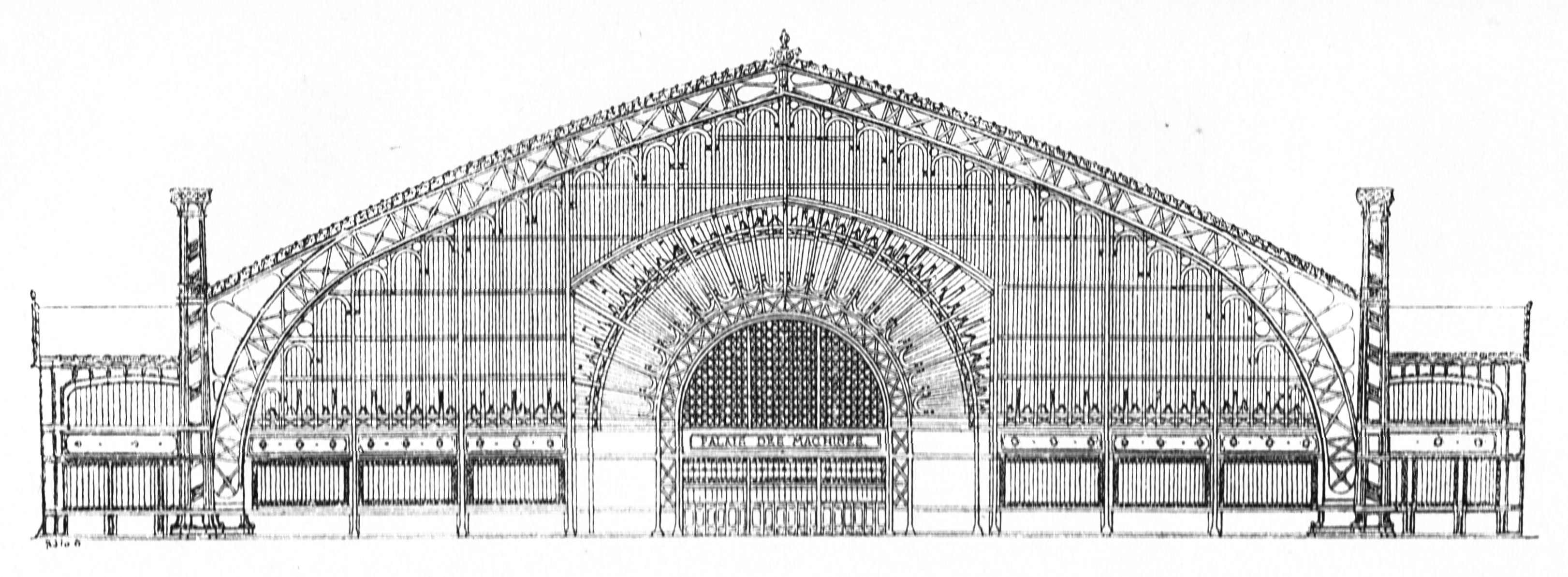
Fachada principal de la Galería. Los arcos cubren 115 m de luz entre apoyos, y la galería medía 420 m

## Características

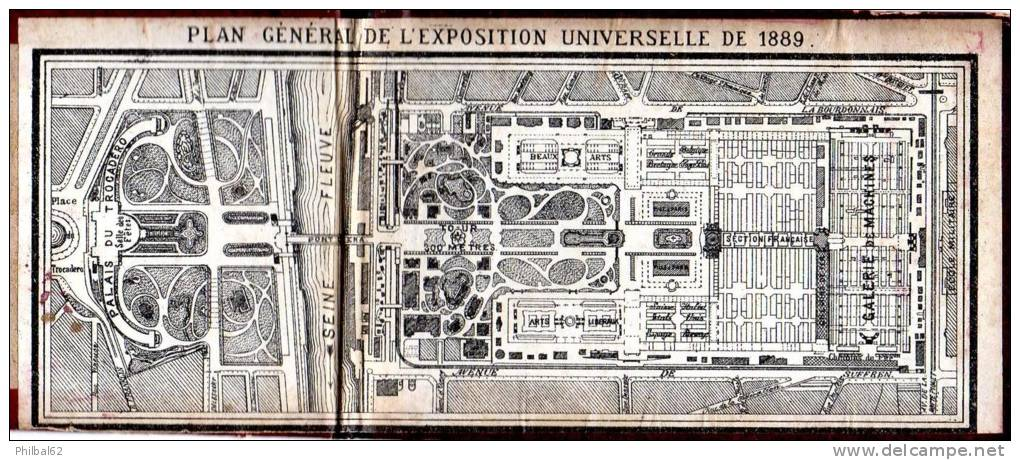
Plano General de la Exposición de 1889. La Galería aparece a la derecha

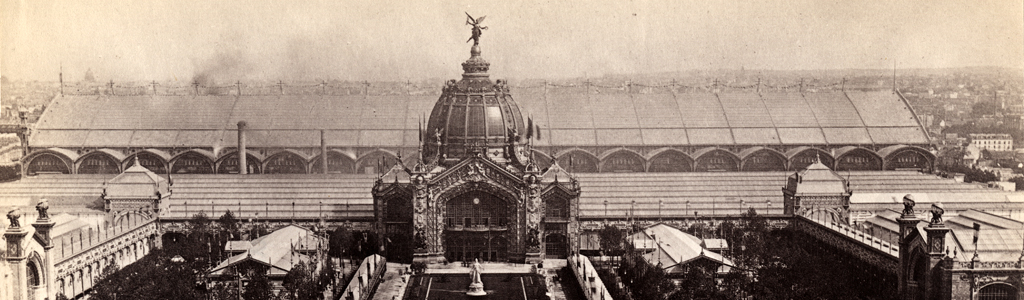
Domo Central del Palacio de Industria, situado delante de la Galería de las Máquinas. Vista desde la Torre Eiffel

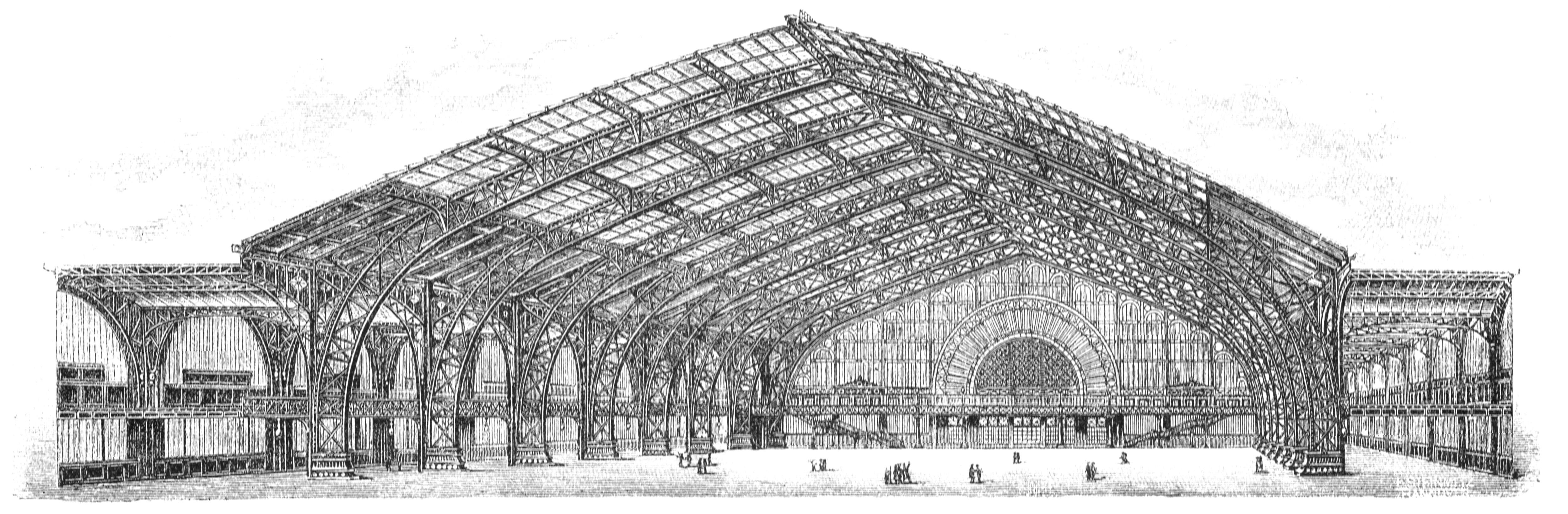
Grabado con una representación del interior de la Galería

Emplazamiento: La Galería de las Máquinas fue construida para la Exposición Universal de París (1889) a los pies del Campo de Marte, enfrente de la École Militaire.
Diseñadores: El arquitecto fue Ferdinand Dutert, asistido por los arquitectos Blavette, Deglane y Eugène Hénard. El ingeniero responsable fue Victor Contamin, asistido por los ingenieros Charton y Pierron. La estructura fue construida por la Société des Forges de Fives-Lille y la empresa Cail, y la mampostería fue erigida por la compañía M. Manoury.
Dimensiones: La nave principal formaba un enorme salón de hierro forjado y vidrio sobre un área rectangular de 115 x 420 m y una altura de 48,32 m. No tenía soportes internos y su armazón estaba compuesto por una sucesión de veinte arcos paralelos, formando una descomunal bóveda. El peso del hierro de la estructura metálica superaba las 12.500 toneladas.
Tipología estructural: La estructura incorporaba como solución constructiva el arco triarticulado, desarrollado para la construcción de puentes metálicos. Estos veinte arcos en forma de ojiva rebajada, estaban articulados a nivel del suelo. Cada uno estaba formado por dos mitades simétricas, conectadas en la clave del arco mediante una tercera rótula, alrededor de la que podían girar. El sistema de articulaciones permitía que los arcos se acomodasen para absorber los efectos de la dilatación térmica sin generar tensiones. Así mismo, se trata de una solución muy adecuada para evitar esfuerzos mecánicos en la estructura en el caso de producirse asientos diferenciales (provocados por desplazamientos verticales desiguales en la cimentación) de los puntos de apoyo.
Material utilizado en la estructura: El material principal de la estructura del edificio inicialmente previsto iba a ser el acero, pero en el último momento se decidió utilizar hierro forjado en su lugar, atendiendo a motivos de facilidad de ejecución (el hierro forjado, algo más dúctil, se trabaja mejor) y a motivos económicos (en 1889, el coste del hierro era del orden de dos terceras partes que el del acero). Durante mucho tiempo ha existido una considerable confusión acerca de este hecho por parte de los historiadores de la arquitectura, debido a que en la mayor parte de los artículos periodísticos de la época se citaba el acero como el material utilizado.
Los pesos de los principales materiales metálicos empleados en la construcción de la cubierta y sus porcentajes sobre el total tenían el desglose siguiente:
- Hierro forjado: 12.361 tm (incluyendo los roblones que pesaban 13,5 tm) (96,5%)
- Hierro de fundición: 270 tm (incluyendo las canalizaciones que pesaban 5,6 tm) (2,1%)
- Acero: 155 tm (1,2%)
- Plomo: 18,5 tm (0,1%)

El desglose de estas más de 12.500 toneladas de hierro y acero, fue detallado por Eugène Hénard (arquitecto encargado de la supervisión general del montaje del edificio) en la publicación titulada “Exposition Universelle de 1889. Le Palais des Machines. Notice sur l’édifce et sur la marche des travaux” (impresa en 1891). Curiosamente, en el libro de Maurice Brincourt titulado "L'Exposition universelle de 1889" (publicado en 1890), se consignaba un peso de la Galería de 7.784 toneladas de hierro, comparándolas con las 7.300 toneladas de la Torre Eiffel. Es posible que esta cifra no hiciera referencia a la estructura completa.
Para cada arco se realizaron 32.000 remaches roblonados, con un total de 640.000 para toda la estructura.
Vidrio y madera: Una parte del techo estaba recubierta con entarimado de madera, y la otra era de vidrio. La superficie de cristal de la nave ocupaba 34.700 m², aproximadamente el 70% del total de la superficie de la cubierta. El área de las ventanas verticales, incluyendo las dos grandes fachadas, ascendía a 14.500 m², lo que supone un total de 49.200 m² acristalados en el edificio.
Ornamentación interior: Además del sesgo decorativo dado a los propios elementos de la construcción metálica, la pintura mural tuvo un papel importante. Rubé, Chapron y Jambon, experimentados decoradores de los grandes teatros de París, se encargaron de realizar una serie de pinturas en los 10 grandes paneles de 16 m de lado situados sobre los paramentos sin acristalar de la nave, representando los escudos y motivos relativos a las grandes capitales del mundo; y otros 124 paneles más pequeños que representaban los escudos de otras grandes ciudades extranjeras. Estos otros paneles eran de 16 m de alto por 5 m de ancho. La superficie total cubierta por las pinturas era de unos 17.000 m².

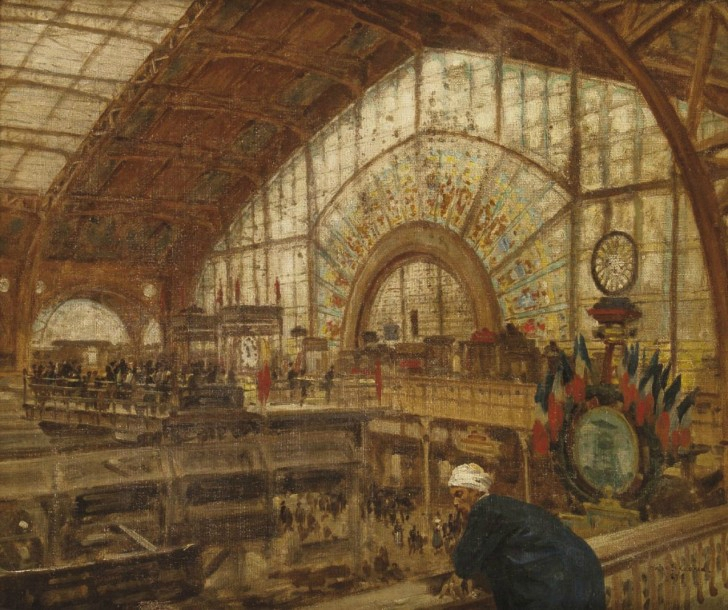
Vitrales. (Pintura de Louis Béroud, 1890)

Ornamentación exterior: En cuanto a la decoración exterior, estaba reducida a la mínima expresión. Una gran placa de cerámica vidriada situada por encima de la puerta principal de la avenida de la Bourdonnais, con el rótulo "PALAIS DES MACHINES" (atravesado por una rama de laurel y enmarcado por un patrón de hojas de árbol), daba la bienvenida a los visitantes. Dos grupos monumentales alegóricos se colocaron junto a la puerta principal. A la izquierda, El Vapor encadenado por el Trabajo (obra de Chapu); y a la derecha, La Electricidad (obra de Barrias). Estas esculturas medían 7 metros de altura.
Vitrales: Los vitrales de las fachadas estaban coloreados por completo. En el lado de la avenida de la Bourdonnais, un gran rosetón incluía unas vidrieras representando los escudos de las grandes potencias. El hastial opuesto, en la avenida de Suffren, también estaba decorado con vidrieras de colores, fabricadas por la empresa Champigneulle (de Bar-le-Duc), representando
la batalla de Bouvines. Por último, el tramo central, frente a la Escuela Militar, que iluminaba una de las grandes escaleras, contaba con un vitral de brillantes colores, que representaba el Carro Solar.
Consideraciones estéticas: Como en el caso de la Torre Eiffel, la galería inicialmente no fue demasiado bien recibida por la crítica, debido al radical cambio que supuso para la gran mayoría de sus contemporáneos, acostumbrados a las formas arquitectónicas clásicas, alejadas de la novedosa técnica importada a la edificación desde la ingeniería de los puentes metálicos. Las proporciones de la estructura eran desconocidas para un público habituado a los pesados arcos de piedra. Los puntales eran pequeños en la base y más grandes en las secciones superiores, y eran livianos y estrechos. Por ejemplo, el ingeniero belga Vierendeel señaló que:

Esta falta de proporciones produce un mal efecto; la viga no está equilibrada; no tiene base... comienza muy abajo... El ojo no se siente seguro... Los soportes de la Galería de las Máquinas muestran otra falla: están muy vacíos.

Sin embargo, esta nueva forma de construir, también tuvo sus defensores. Por ejemplo, en uno de los libros dedicados a la Exposición de 1889 en su época, se decía:

Más que la Torre Eiffel, la Galería es interesante en primer lugar por su utilidad, y también por su carácter de investigación de una nueva fórmula de decoración, ligada a la propia construcción que aquí es de hierro, material rechazado hasta el momento como elemento decorativo. Los artistas le reprocharon su rigidez, su sequedad y su aspecto tan esbelto, que lo hacían incompatible con las amplias masas, indispensables en arquitectura.
Ahora, nos encontramos en la galería de las máquinas, así como en varios pabellones del Campo de Marte, con ejemplos que demuestran que el hierro puede también dar lugar a un diseño racional, derivado como efecto de su finalidad esencial misma.

Significación histórica: Una vez terminada, la Galería de las Máquinas proporcionó a la Exposición una superficie de 8 hectáreas de espacio utilizable. Se estima que en 1889 el edificio era lo suficientemente grande como para albergar a quince mil caballos en el primer piso y el mismo número de jinetes en las galerías superiores sin amontonarse. Este ensayo nunca llegó a realizarse.
Hasta que se concluyó la Galería de las Máquinas, el edificio abovedado más grande del mundo era la estación de tren de Saint Pancras construida en Londres en 1868, con una luz entre apoyos de 73 metros y una altura de 25 m. Como ya se ha indicado, el Palais des Machines tenía 115 m de luz y una altura de 45 m.
Para hacerse una idea de las extraordinarias dimensiones de la Galería de las Máquinas, se puede mencionar que en 2003 se inauguró en España la Estación de Zaragoza-Delicias (dotada con una cubierta sustentada mediante arcos metálicos dispuestos en diagonal de más de 150 m entre apoyos), aunque la luz de la nave, de 110 m, no supera los 115 m de la gran galería de París.

## Construcción

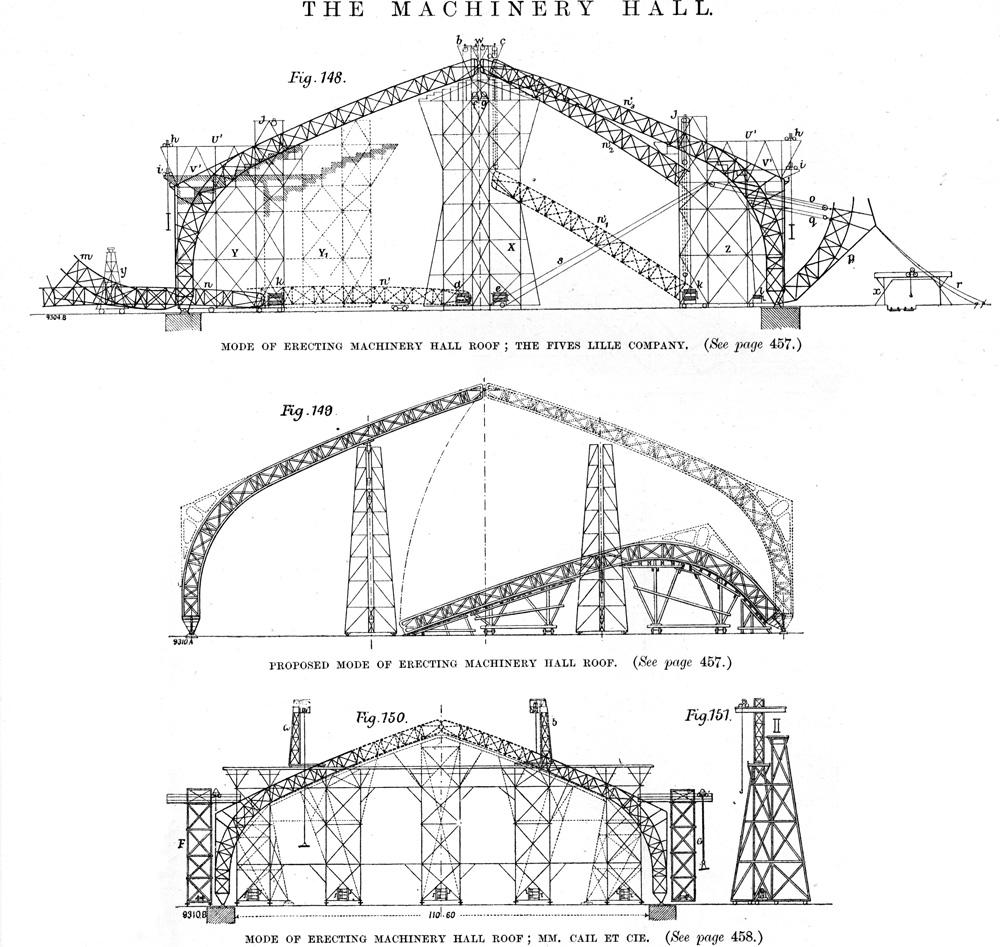
Procedimientos constructivos de los arcos de la galería (de arriba abajo): Fives-Lille // Original del Proyecto // Cail

La primera piedra de esta obra de gran envergadura se puso el 5 de julio de 1887, completándose los cimientos en poco más de seis meses el 21 de diciembre de ese mismo año. Bastaron otros seis meses de trabajo para ejecutar el montaje de los veinte arcos de la nave, entre abril y septiembre de 1888. Esta parte de la obra fue encomendada a dos empresas en dos mitades independientes: una mitad a la Sociedad de Construcción de las Antiguas Instalaciones Cail, y la otra a la Sociedad Fives-Lille.
Partiendo del centro de la nave hacia sus extremos, cada compañía utilizó un método distinto para elevar los arcos.  
- La compañía Fives-Lille optó en cada arco por elevar tan solo cuatro grandes secciones montadas previamente sobre el suelo, cada una con un peso de hasta 48 toneladas, utilizando dos cimbras laterales para izar los pies de los arcos; y una gran cimbra central para izar las secciones intermedias, primero hasta la clave, y después hasta unirlas con las piezas laterales.

- En cambio, la compañía Cail montó cada arco utilizando numerosas secciones pequeñas, cuyo peso no excedía de las 3 toneladas cada una, utilizando una cimbra rectangular sobre la que dos grúas podían desplazarse horizontalmente para ir ubicando sucesivamente las secciones de cada arco en su posición definitiva hasta alcanzar la clave.

En ambos casos, cuando se terminaba el montaje de un arco, las cimbras se desplazaban hacia el siguiente. Ambos sistemas dieron casi los mismos resultados en términos de rendimiento.
En aquella época todavía no se disponía de maquinaria de obra con motores eléctricos. En los detalles constructivos se aprecia que las operaciones de izado se realizaban utilizando tornos y polipastos, accionados manualmente por las numerosas cuadrillas de operarios encargados de realizar la obra. La mayor parte del utillaje (andamios, cimbras y grúas) eran de madera, y se diseñaban a medida para cada trabajo.   
|  |  |  |  |

## Utilización

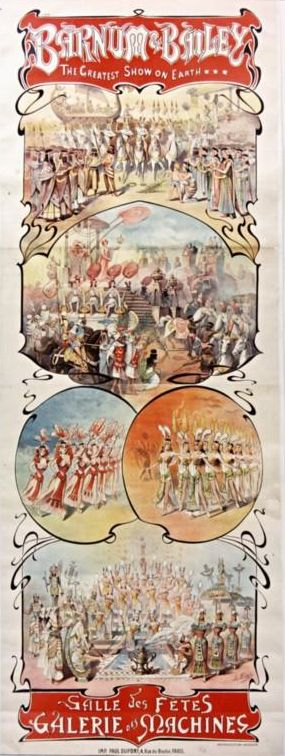
Barnum & Bailey, el show más grande de la tierra.

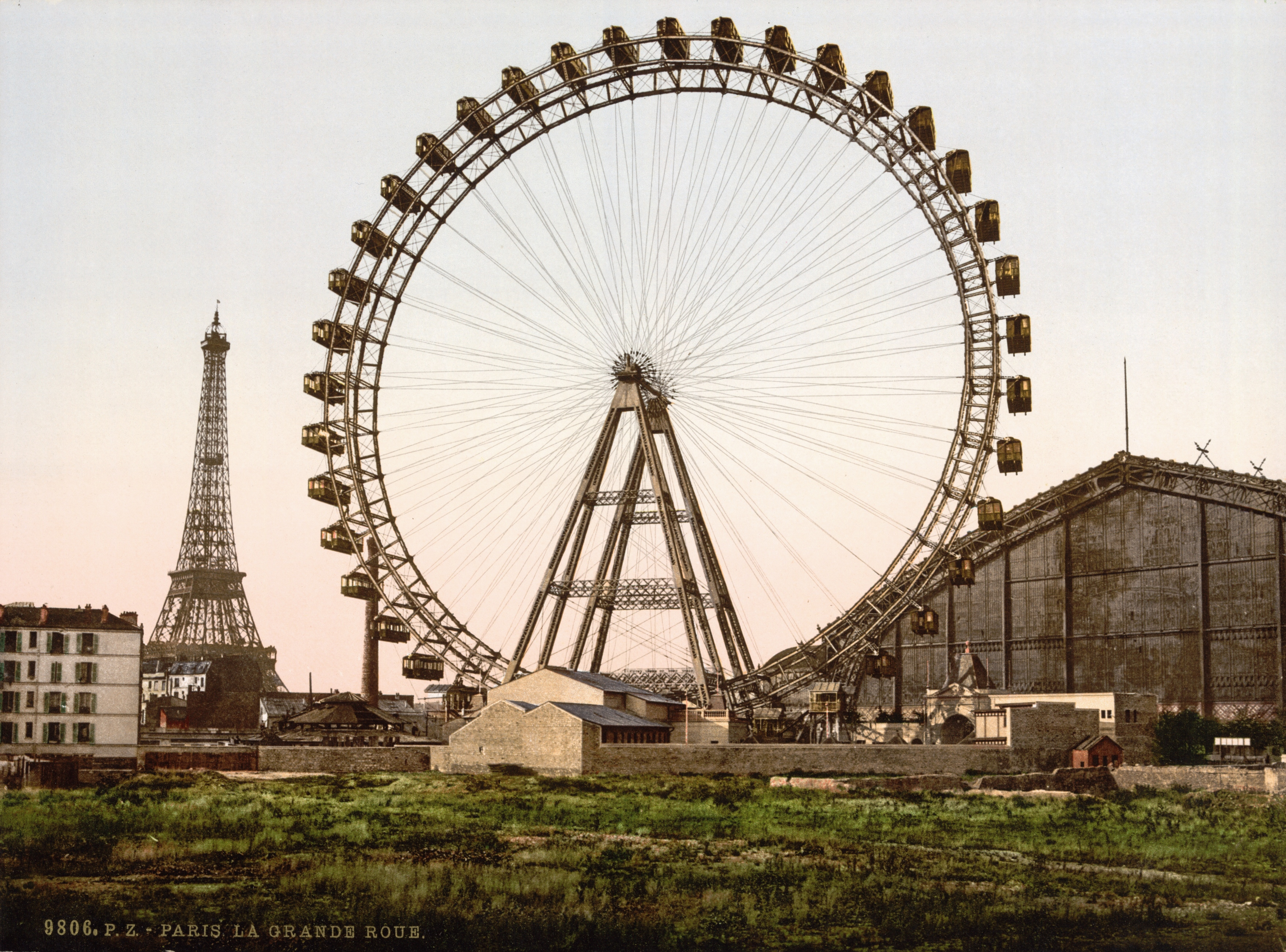
La "Grande Roue", entre la Torre Eiffel y la Galería.

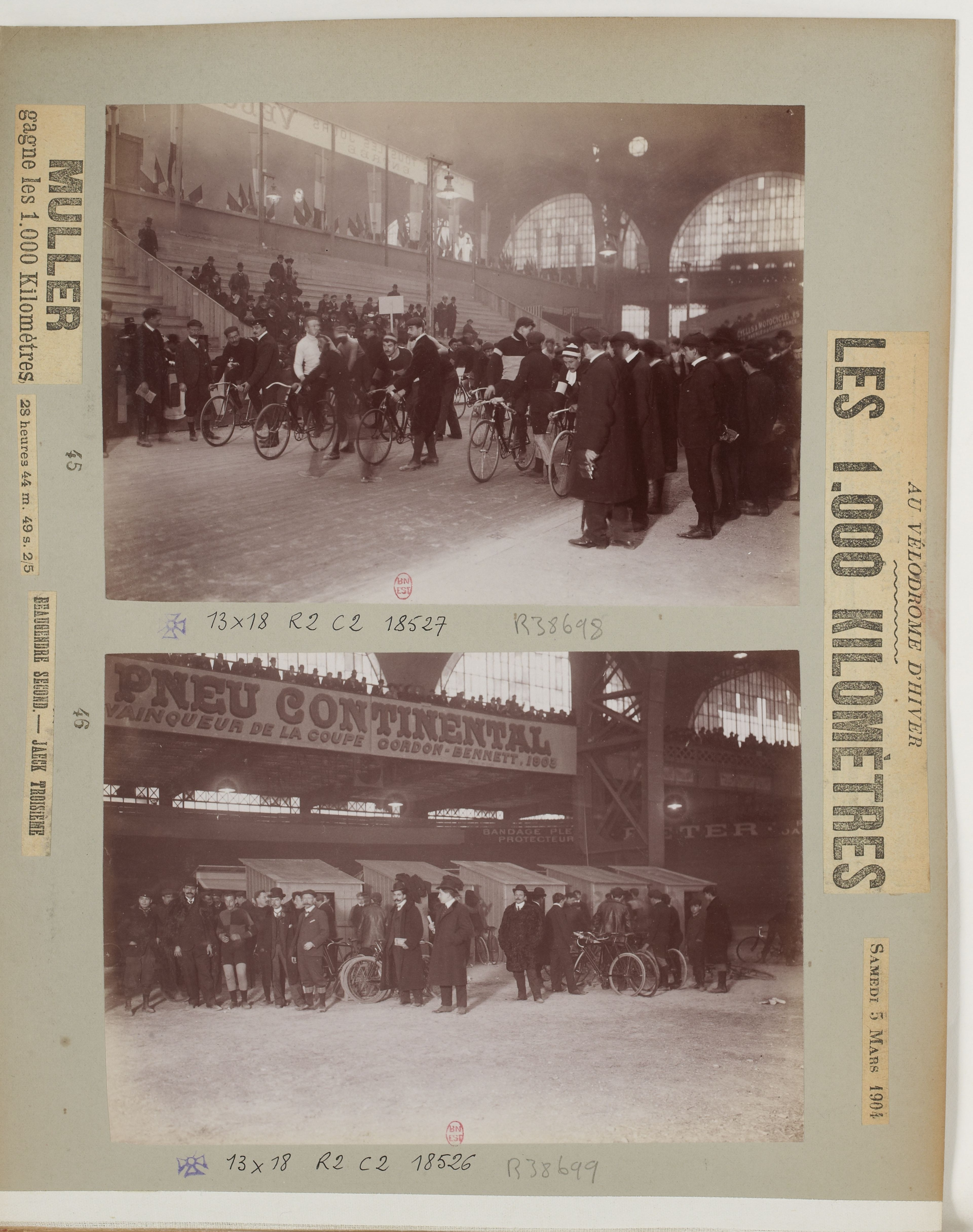
Fotografías del velódromo situado en el interior de la Galería

Durante sus primeros veinte años de existencia, la Galería de las Máquinas fue utilizada para varios propósitos. Durante la Exposición Universal de 1900 fue el lugar de la Exhibición de Agricultura y Comida Francesa, cuyo elemento más destacado fue un barco con velas rojas y doradas, una réplica de tamaño exacto del barco de vela Le Triomphant (1675), creado con motivos publicitarios por la compañía Chocolat Menier. Junto a la Galería estaba instalada la Grande Roue de Paris, una noria de gran tamaño que se convirtió en una de las principales atracciones de la exhibición de 1900. El Circo Ringling Bros. y Barnum también fue albergado en la galería.
Fue en 1902 cuando Henri Desgrange le encargó al arquitecto Gaston Lambert que modificase la Galería de las Máquinas para que pudiera alojar una pista para competiciones de ciclismo, el auto-vélodrome d'hiver. La pista de madera de 333 metros de un extremo a otro fue construida en 20 días. El velódoromo, apodado  "La Glacière" o el "Vel d'Hiv", fue inaugurado el 20 de diciembre de 1903 y rápidamente se convirtió en un éxito popular. En 1905 el ciclista Gabriel Poulain venció allí a todos sus contrincantes.
La Competición de Agricultura General tuvo lugar allí hasta 1908. El 20 de mayo de 1904, el periódico Le Matin organizó una competición militar: la Marcha del Ejército. La Galería de las Máquinas fue transformada en una especie de amplio campamento en el cual los marchadores descansaban, comían y también se realizaban sus presentaciones. 
Durante la huelga general del 1 de mayo de 1906, las tropas asignadas para patrullar la ciudad fueron estacionadas allí: seis batallones de los regimientos de infantería 4º de Rennes, 47.º de Saint-Malo y 2º de Granville. También había diez escuadrones de caballería del 6º cuerpo del ejército, y ocho escuadrones de varios regimientos del 7º cuerpo.
En 1906 el ayuntamiento de la ciudad votó a favor de demoler el edificio, mientras que el Senado y el ministro de Agricultura estaban a favor de conservarlo. En 1909 la alcaldía de la ciudad anunció la demolición de la Galería de las Máquinas para despejar la vista del Campo de Marte. Desgrange decidió construir un nuevo velódromo ciclista al lado, en la esquina del Boulevard de Grenelle y la rue Nélaton, el nuevo Vel d'Hiv. Finalmente, la Galería fue demolida en 1910.
La desaparición de la Galería de las Máquinas consternó al mundo agrícola, ya que la exhibición anual era el mercado más grande del mundo para productores y proveedores agrícolas, donde tenían lugar los negocios internacionales más importantes.
El Musée d'Orsay en París cuenta con un modelo de la Galería de las Máquinas a escala 1/200.

## Galería de imágenes

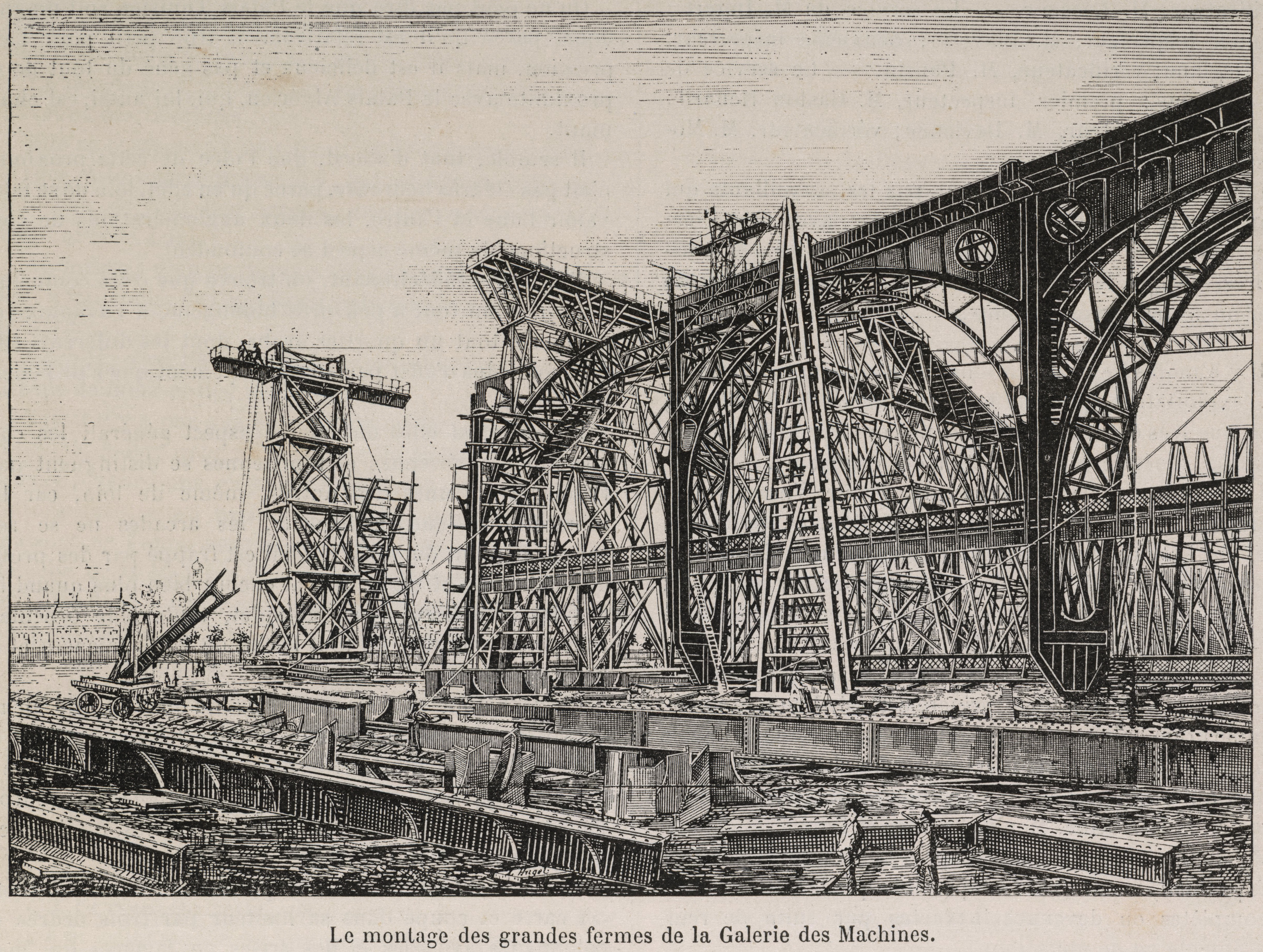
Montaje del armazón de hierro
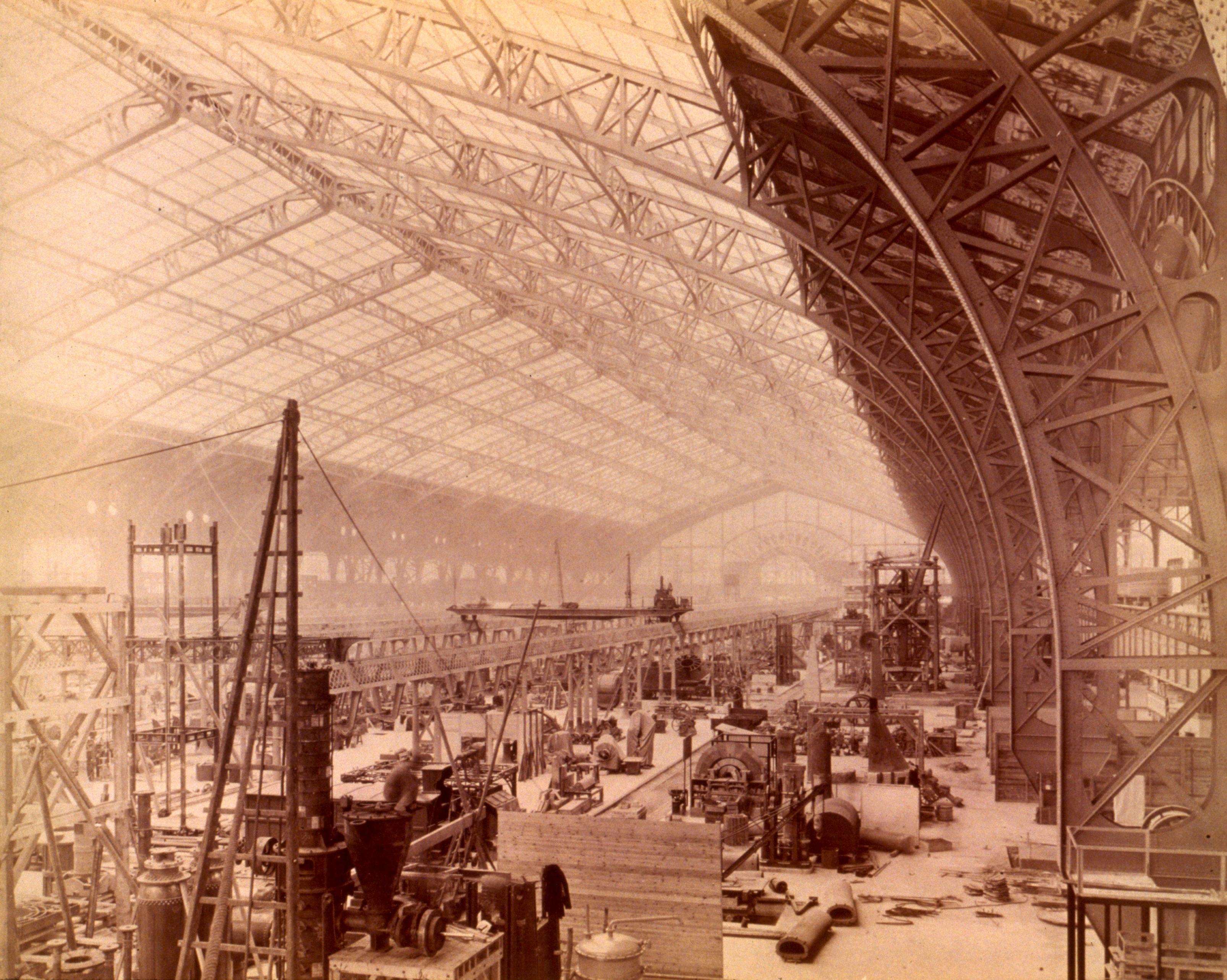
Máquinas siendo instaladas, 1889
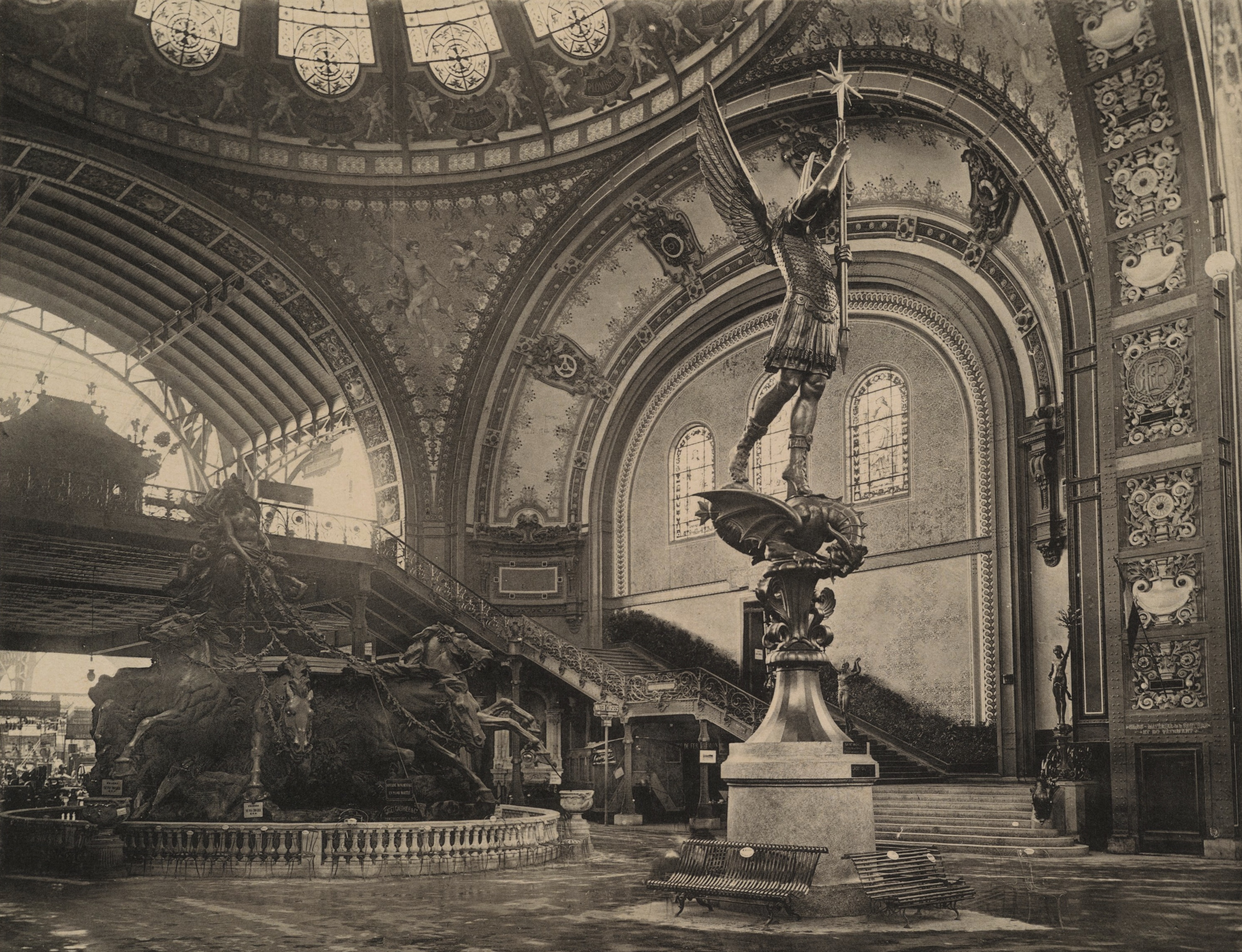
Domo entre el Palais des Expositions Diverses y el Palais des Machines
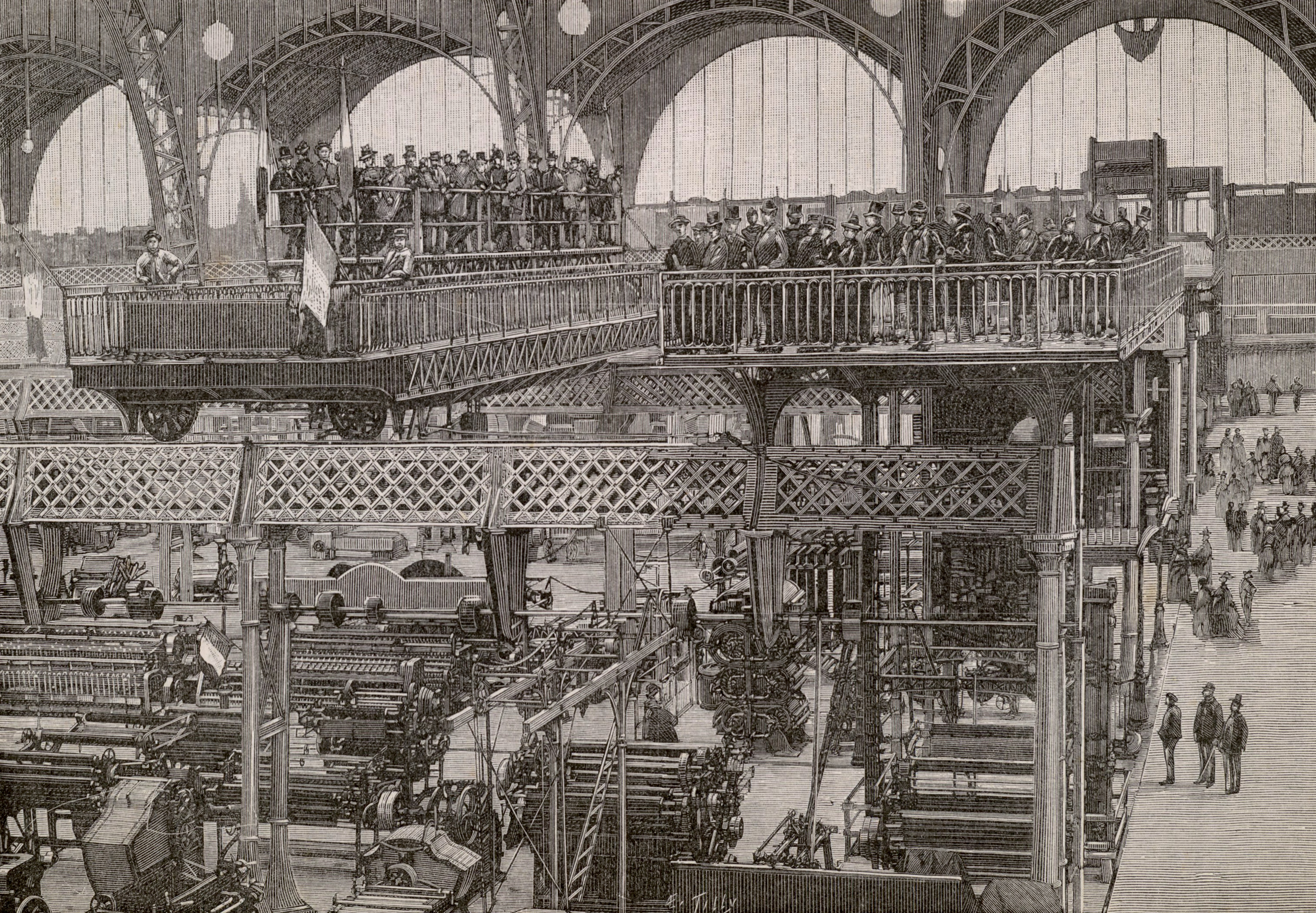
Puentes móviles transportando visitantes
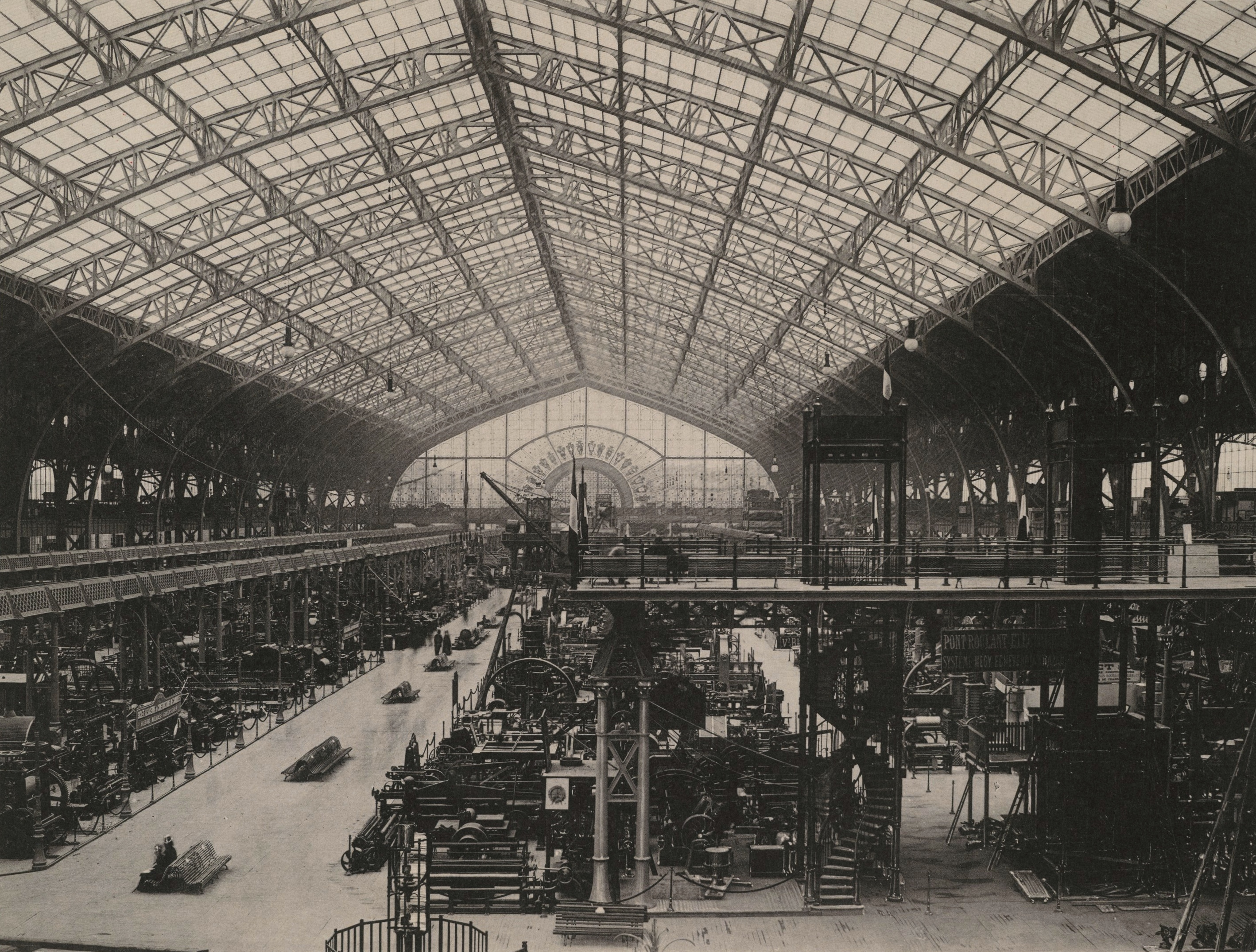
Interior, 1889
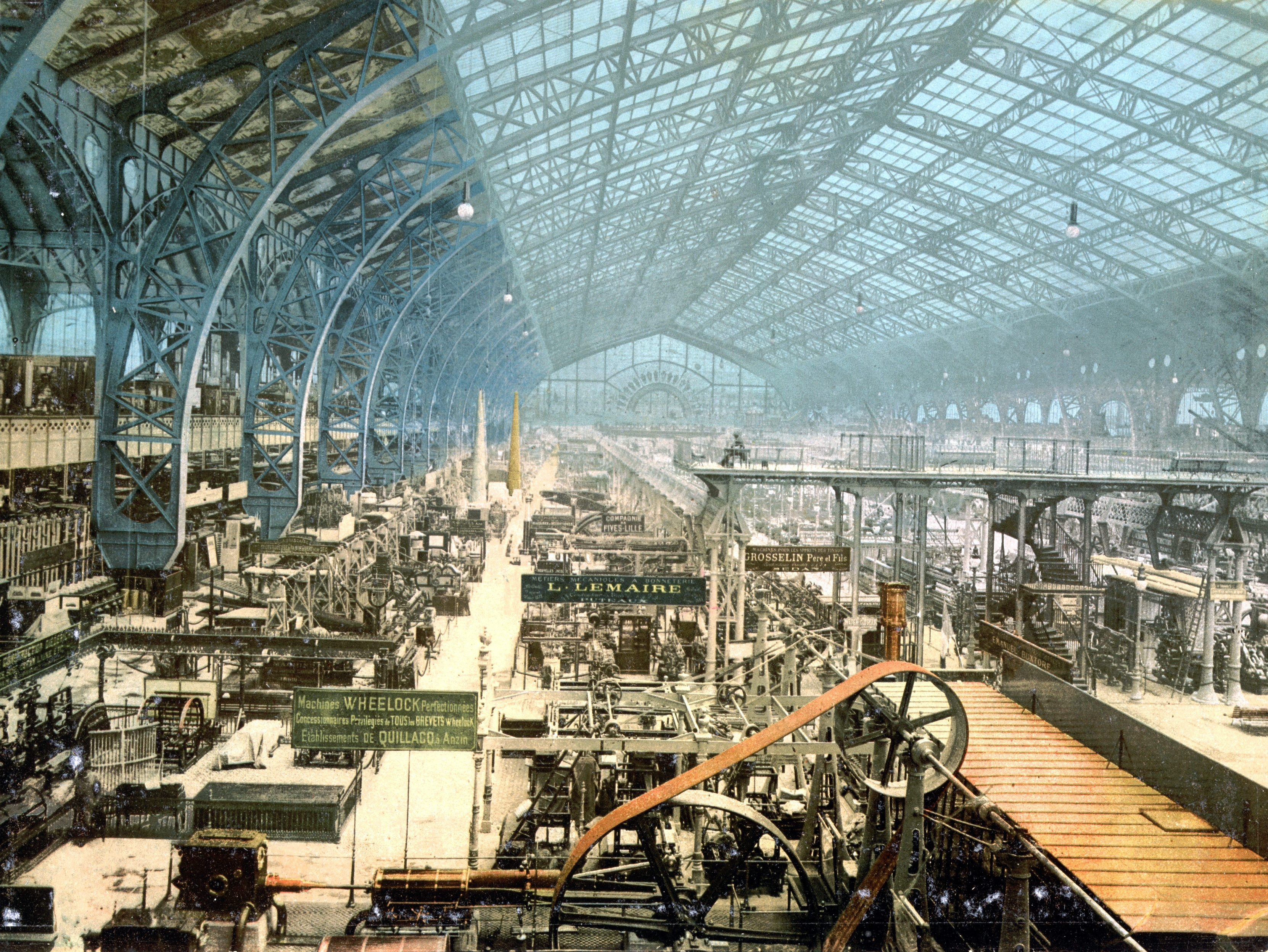
Interior, 1889
Fotografía del exterior
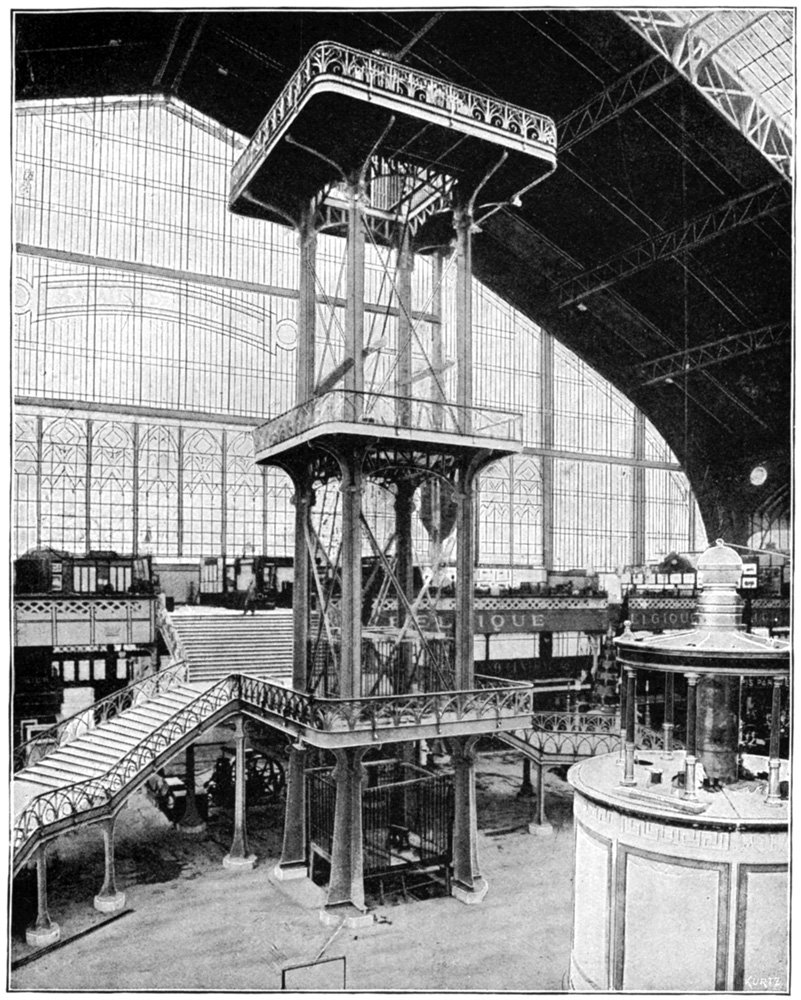
Elevador interior hasta una plataforma de observación
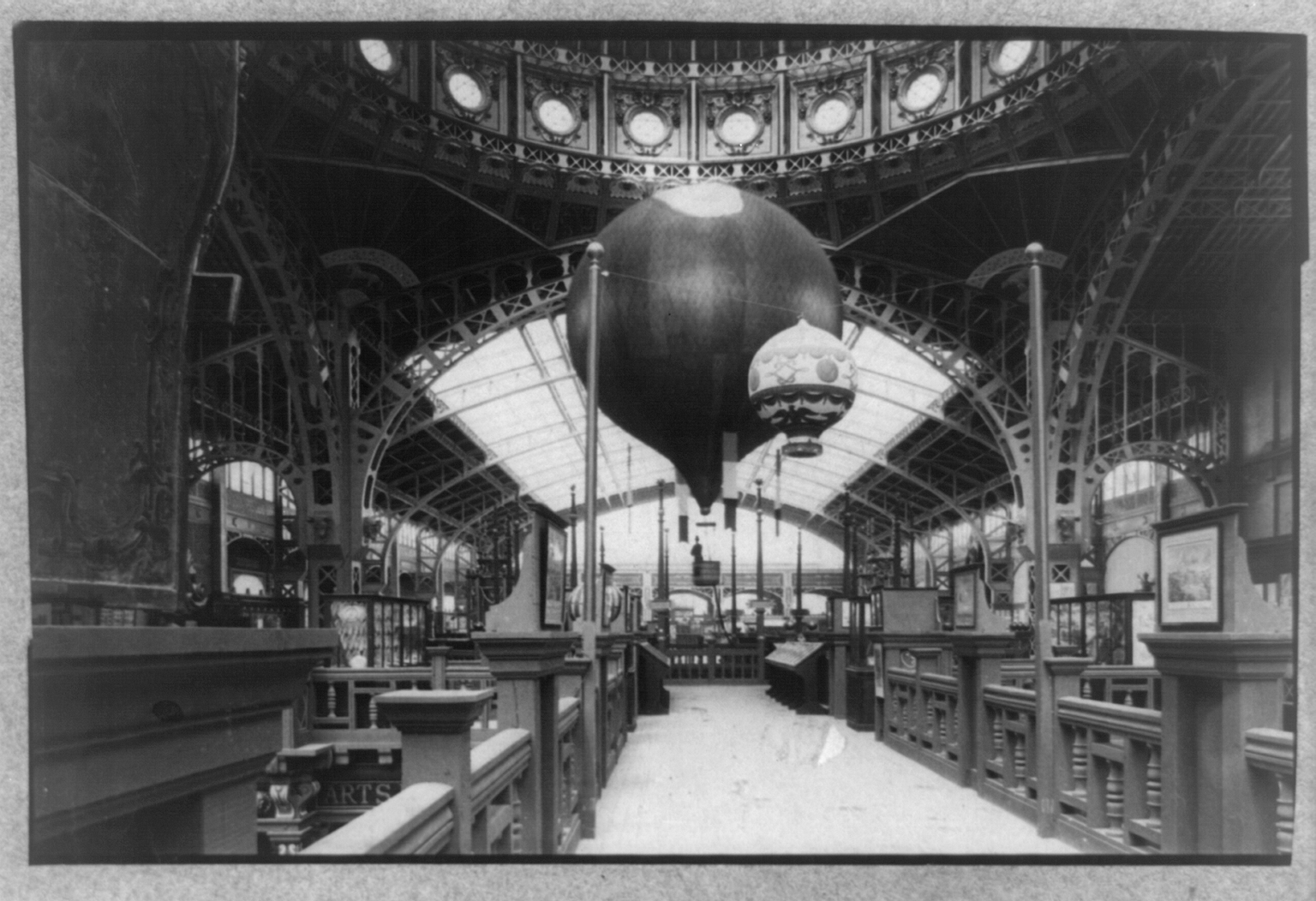
Globos en el interior de la galería
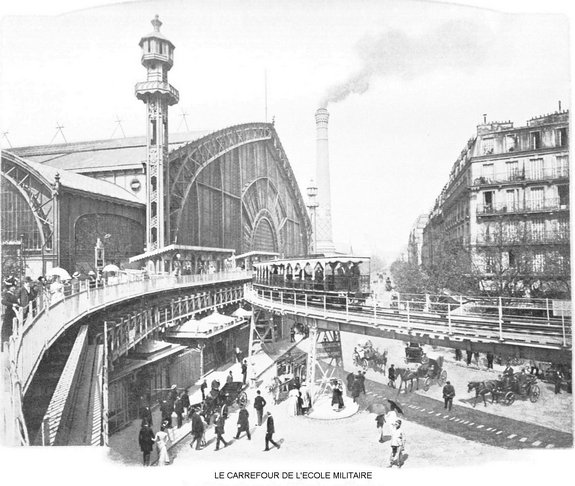
Exposición de 1900. Tranvía elevado
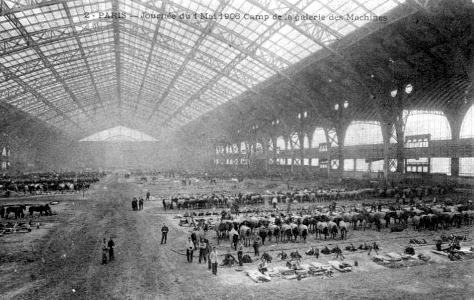
Concentración de tropas. Mayo de 1906
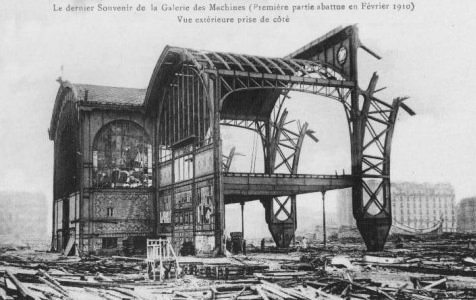
Demolición de la Galería en 1911